# Katádfa
Katádfa é um município da Hungria, situado no condado de Baranya. Tem 4,39 km² de área e sua população em 2019 foi estimada em 136 habitantes.